# 镍磁铁矿
镍磁铁矿（英語：Trevorite）是一种稀有的镍铁氧化物矿物，属于尖晶石族。它的化学式为NiFe3+2O4。它是一种黑色矿物，具有典型的尖晶石特征立方晶系结晶，有黑色条纹，不溶于大多数酸。 
镍磁铁矿和磁铁矿之间至少存在部分固溶体，其中许多来自超镁铁质岩的磁铁矿至少含有微量的镍。Fe2+和Mg2+可以代替镍磁铁矿中的Ni。